# Ebre, del bressol a la batalla
Ebre, del bressol a la batalla és una pel·lícula per televisió catalana dirigida per Roman Parrado i estrenada a TV3 l'any 2016. La pel·lícula va ser guardonada amb el Gaudí a la millor pel·lícula per televisió del mateix any.

## Argument
Durant la Guerra Civil Espanyola, un grup de joves de 17 i 18 anys van haver d'anar a lluitar amb el front arran de la mobilització que va ordenar el president Manuel Azaña. Van ser anomenats la Lleva del Biberó, un grup de nois que es van veure obligats a abandonar la innocència per empunyar una arma i començar a lluitar. La història se centra en quatre joves: Valentí Godall, un comunista que vol entrar en combat; Pere Puig, un pastor que coneixerà l'amor durant el conflicte bèl·lic; Jaume Comelles, un seminarista atemorit per l'odi que senten els anticlericals per les seves creences religioses; i Fermí Quintana, que s'allista voluntàriament amb l'esperança de trobar el seu germà desaparegut. Tots estant capitanejats pel Major García. Mentre es desenvolupen les batalles, el president de la República intenta aconseguir la pau i Juan Negrín, el cap del govern, d'allargar la resistència fins que arribi l'ajuda internacional.
La pel·lícula, escrita per Eduard Sola i dirigida per Roman Parrado, es basa en les memòries escrites per soldats que van viure la contesa i en entrevistes amb alguns d'ells.

## Rodatge
La pel·lícula va ser gravada en el lloc dels fets, en les zones on van succeir els combats més durs: diversos municipis de les terres de l'Ebre (Flix, Miravet, Gandesa, Vilalba dels Arcs, Móra d'Ebre i Corbera d'Ebre), en la ciutat de Barcelona, en la Masia de Torrebonica i en la casa Alegre de Sagrera, a Terrassa. El rodatge es va fer el juliol del 2015.

## Repartiment
- Oriol Pla: Pere Puig
- Enric Auquer: Fermí Quintana
- Àlex Monner: Valentí Godall
- Roser Tapias: Carme
- Alfonso Sánchez: Mayor García
- Artur Busquets: Martí Claret
- Emilio Palacios: Jaume Comelles
- Manuel Morón: Manuel Azaña
- Adolfo Fernández: Juan Negrín